# Сикия (дем Амфиполи)
Вижте пояснителната страница за други значения на Сикия.
Сикия (на гръцки: Συκιά) е село в Егейска Македония, Гърция, част от дем Амфиполи, област Централна Македония с 92 жители (2001).

## География
Селото е разположено на брега на Орфанския залив, в източното подножие на Орсовата планина (Кердилия), на 1,5 km западно от устието на река Струма (залива Чаязи) и на 2 km югозападно от Ново Крушево (Неа Кердилия). Селото е непосредствено източно от античния град Аргилос и на практика е построено върху неговия некропол - западно от селото е Аргилоската гробница I, а източно Аргилоската гробница II.